# Rangonderscheidingstekens bij de Nederlandse Landmacht
Rangonderscheidingtekens worden bij de Koninklijke Landmacht gebruikt om aan te geven welke rang of stand een militair heeft. Door de jaren heen zijn rangen en onderscheidingstekens veranderd.

## Van 1856 t/m 1940
Van 1856 t/m 1940 werden door onderofficieren, korporaals en manschappen de rangonderscheidingstekens op de ondermouw gedragen, en op de kraag van de overjas.

Officieren en adjudanten-onderofficier droegen de rangonderscheidingsteken op de kraag.

Opperofficieren ook op de ondermouw van de overjas.
Aanspreektitels zijn cursief weergegeven.
| Opperofficieren | Opperofficieren              | Opperofficieren           | Hoofdofficieren | Hoofdofficieren            |
| --------------- | ---------------------------- | ------------------------- | --------------- | -------------------------- |
|                 |                              |                           |                 |                            |
| Generaal*       | Luitenant- generaal Generaal | Generaal- majoor Generaal | Kolonel         | Luitenant- kolonel Overste |

* - De rang van generaal werd alleen gedragen ten tijde van mobilisatie door de opperbevelhebber der strijdkrachten.
| Hoofdofficieren | Subalterne officieren | Subalterne officieren      | Subalterne officieren      | Subalterne officieren |
| --------------- | --------------------- | -------------------------- | -------------------------- | --------------------- |
|                 |                       |                            |                            |                       |
| Majoor          | Kapitein/ Ritmeester  | Eerste luitenant Luitenant | Tweede luitenant Luitenant | Vaandrig/ Kornet      |

| Onderofficieren | Onderofficieren | Onderofficieren                                      | Onderofficieren                                      | Onderofficieren                          | Onderofficieren                          |
| --------------- | --------------- | ---------------------------------------------------- | ---------------------------------------------------- | ---------------------------------------- | ---------------------------------------- |
|                 |                 |                                                      |                                                      |                                          |                                          |
| Vaandeldrager*2 | Adjudant        | Sergeant-Majoor*1/ Opperwachtmeester*1 Majoor/Opper' | Sergeant-Majoor*1/ Opperwachtmeester*1 Majoor/Opper' | Sergeant 1e kl.*1/ Wachtmeester 1e kl.*1 | Sergeant 1e kl.*1/ Wachtmeester 1e kl.*1 |

*1 - Bij de cavalerie en de militaire administratie zijn de chevrons in zilver (onderofficieren) en wit (korporaals).

*2 - De rang van vaandeldrager (hoogste adjudantenrang, twee ronde plaatjes) verviel in 1923.
| Onderofficieren            | Onderofficieren            | Korporaals en manschappen | Korporaals en manschappen | Korporaals en manschappen |
| -------------------------- | -------------------------- | ------------------------- | ------------------------- | ------------------------- |
|                            |                            |                           |                           |                           |
| Sergeant*1/ Wachtmeester*1 | Sergeant*1/ Wachtmeester*1 | Korporaal*1               | Korporaal*1/ Brigadier*2  | Soldaat                   |

*1 - Bij de cavalerie en de militaire administratie zijn de chevrons in zilver (onderofficieren) en wit (korporaals).

*2 - Korporaals bij de cavalerie werden brigadier genoemd.
Het embleem op de kraag en een gekleurde bies langs de opstaande kraag en langs de manchetten gaven aan bij welk wapen of dienstvak een militair was ingedeeld (bij de infanterie werd geen embleem op kraag gedragen).

## Van 1941 t/m 1952
Van 1941 t/m 1952 werden droegen onderofficieren, korporaals en manschappen dezelfde rangonderscheidingstekens als die in het Britse leger gedragen werden. Deze werden op de bovenmouw gedragen.

Officieren en adjudanten-onderofficier droegen het rangonderscheidingsteken op de kraag.
Aanspreektitels zijn cursief weergegeven.
| Opperofficieren | Opperofficieren              | Opperofficieren           | Hoofdofficieren | Hoofdofficieren            | Hoofdofficieren | Subalterne officieren | Subalterne officieren      | Subalterne officieren      | Subalterne officieren |
| --------------- | ---------------------------- | ------------------------- | --------------- | -------------------------- | --------------- | --------------------- | -------------------------- | -------------------------- | --------------------- |
|                 |                              |                           |                 |                            |                 |                       |                            |                            |                       |
| Generaal        | Luitenant- generaal Generaal | Generaal- majoor Generaal | Kolonel         | Luitenant- kolonel Overste | Majoor          | Kapitein/ Ritmeester  | Eerste luitenant Luitenant | Tweede luitenant Luitenant | Vaandrig/ Kornet      |

| Onderofficieren | Onderofficieren                                 | Onderofficieren        | Korporaals en manschappen | Korporaals en manschappen | Korporaals en manschappen |
| --------------- | ----------------------------------------------- | ---------------------- | ------------------------- | ------------------------- | ------------------------- |
|                 |                                                 |                        |                           |                           |                           |
| Adjudant        | Sergeant-Majoor/ Opperwachtmeester Majoor/Opper | Sergeant/ Wachtmeester | Korporaal                 | Soldaat der eerste klasse | Soldaat                   |

## Na 1956
Onderofficieren, korporaals en manschappen droegen hun rangonderscheidingstekens in navolging van het Engelse en Amerikaanse systeem op de bovenmouwen. Vanaf de jaren 70 werden de rangonderscheidingstekens van de onderofficieren, korporaals en manschappen ook op de schouderbedekkingen gedragen.
Vanaf 1956 werden de rangonderscheidingstekens van de officieren en adjudanten-onderofficier, in navolging van het Engelse en Amerikaanse systeem, op de schouderbedekkingen gedragen.
Tevens werd voorgeschreven, dat alle sterren, enz. goudkleurig zouden zijn.
Voor de opperofficieren vervielen de gekruiste maarschalkstaven. De rang werd nu uitsluitend door het aantal sterren bepaald. Al deze sterren binnen twee omgebogen takken van oranjeloof van goudkleurig metaal.
De hoofdofficieren droegen op de schouderbedekkingen de voorgeschreven sterren onder elkaar boven een tweetal in elkaars verlengde lopende takken van oranjeloof, de z.g. hoofdofficierstakken, die in plaats van de vroegere geborduurde balk kwamen en de subalterne officieren droegen drie, twee of één ster onder elkaar.
Aanspreektitels zijn cursief weergegeven.
| Opperofficieren | Opperofficieren              | Opperofficieren           | Opperofficieren             | Hoofdofficieren | Hoofdofficieren            | Hoofdofficieren | Subalterne officieren | Subalterne officieren      | Subalterne officieren      | Subalterne officieren |
| --------------- | ---------------------------- | ------------------------- | --------------------------- | --------------- | -------------------------- | --------------- | --------------------- | -------------------------- | -------------------------- | --------------------- |
|                 |                              |                           |                             |                 |                            |                 |                       |                            |                            |                       |
| Generaal        | Luitenant- generaal Generaal | Generaal- majoor Generaal | Brigade- generaal* Generaal | Kolonel         | Luitenant- kolonel Overste | Majoor          | Kapitein/ Ritmeester  | Eerste luitenant Luitenant | Tweede luitenant Luitenant | Vaandrig/ Kornet      |

* - De KL kent de rang van Brigade-generaal sinds 1952.
| Onderofficieren | Onderofficieren                                   | Onderofficieren                        | Onderofficieren          | Korporaals en manschappen       | Korporaals en manschappen | Korporaals en manschappen             | Korporaals en manschappen               | Korporaals en manschappen |
| --------------- | ------------------------------------------------- | -------------------------------------- | ------------------------ | ------------------------------- | ------------------------- | ------------------------------------- | --------------------------------------- | ------------------------- |
|                 |                                                   |                                        |                          |                                 |                           |                                       |                                         |                           |
| Adjudant        | Sergeant-Majoor/ Opperwachtmeester*1 Majoor/Opper | Sergeant 1e kl./ Wachtmeester 1e kl.*1 | Sergeant/ Wachtmeester*1 | Korporaal der eerste klasse*1*2 | Korporaal*1               | Soldaat der eerste klasse*3 Soldaat*5 | Soldaat der tweede klasse*4*2 Soldaat*5 | Soldaat *5                |

*1 - Bij de cavalerie en de militaire administratie zijn de chevrons in zilver (onderofficieren) en wit (korporaals).

*2 - De KL kent de stand van Korporaal der eerste klasse sinds 1952.

*3 - De KL kent de stand van Soldaat der eerste klasse sinds 1941. Tot 2000 was het onderscheidingsteken 1 rode chevron (dat is nu het onderscheidingsteken van de Soldaat der tweede klasse).

*4 - De KL kent de stand van Soldaat der tweede klasse sinds 2000.
*5  De aanspreektitel (soldaat) wijkt bij sommige wapens en dienstvakken af:
- bij de Cavalerie: huzaar,
- bij het Korps Veldartillerie en het Korps Luchtdoelartillerie: kanonnier,
- bij het Korps Rijdende Artillerie: rijder,
- jagers van het Garderegiment Grenadiers en Jagers en bij het Regiment Limburgse Jagers: jager,
- grenadiers van het Garderegiment Grenadiers en Jagers: grenadier,
- bij het Garderegiment Fuseliers Prinses Irene: fuselier,
- bij het Korps Commando Troepen: commando.